# Truck1
Truck1 est une place de marché spécialisée en vente de véhicules commerciaux, incluant notamment les camions, tracteurs routiers, remorques et semi-remorques, engins de TP, machines agricoles et matériels de manutention.
En 2015, le site totalise environ 1,5 million de visiteurs par mois.

## Historique
Le projet a été lancé en 2003 sous le nom « Truck1st.com ». La 1re version du site n'incluait que trois versions linguistiques ; en 2014, le site est disponible en 21 langues,.
Plus tard, Truck1 lance un service pour les sociétés de crédit bail.
Truck 1 est disponible en 35 langues.